# Magic: The Gathering
Magic: The Gathering (MTG; còn gọi là Magic) là một trò chơi thẻ bài giao đấu do Richard Garfield sáng tạo ra.
Được Wizards of the Coast phát hành năm 1993, Magic là trò chơi thẻ bài giao đấu đầu tiên và trò chơi này tiếp tục phát triển theo thời gian, với khoảng 20 triệu người chơi tính đến  năm 2015. Magic có thể được chơi bởi hai hoặc nhiều người chơi với các định dạng khác nhau, phổ biến nhất trong số đó sử dụng một cỗ bài có hơn 60 thẻ, chứa không quá 4 thẻ giống nhau với ngoại lệ của thẻ đất cơ bản. Có thể chơi trực tiếp với thẻ in sẵn hoặc sử dụng một bộ bài ảo thông qua Internet với Magic: The Gathering Online trên PC, hay Magic: The Gathering Arena trên một điện thoại thông minh hoặc máy tính bảng, hoặc các chương trình khác.
Mỗi trò chơi thể hiện một cuộc chiến giữa các trình thuật sĩ được gọi là "planeswalkers", sử dụng phép thuật, hiện vật, và các sinh vật được miêu tả trên các thẻ Magic đặc thù để đánh thắng đối phương.. Mặc dù khái niệm ban đầu của trò chơi đã thu hút rất nhiều từ các mô típ truyền thống của trò chơi nhập vai kỳ ảo như Dungeons & Dragons, cách chơi Magic không giống cách chơi của các trò chơi phiêu lưu sử dụng giấy bút, mà có nhiều luật chơi phức tạp và có nhiều thẻ đáng kể khi so sánh với các trò chơi dùng thẻ bài khác.
Các thẻ mới được phát hành thường xuyên với các bộ bài mở rộng. Một hệ thống giải đấu được tổ chức thi đấu ở cấp độ quốc tế và trên toàn thế giới của các người chơi Magic chuyên nghiệp đã được phát triển, cũng như một thị trường thứ cấp đáng kể trao đổi các thẻ bài Magic. Một số thẻ bài Magic trở nên có giá do tính hiếm gặp cũng như khả năng sử dụng của nó khi chơi bài, với giá cả dao động từ vài cent tới hàng nghìn USD.